# SC Eisenstadt
Der Sportclub Eisenstadt, kurz SCE, ist ein Fußballverein der burgenländischen Landeshauptstadt Eisenstadt, Österreich. Er spielt aktuell in der 2. Klasse Nord im Burgenland. Seine Vereinsfarben sind rot-weiß.
Bis Anfang Mai 2008 spielte der Verein in der Regionalliga Ost, der dritthöchsten Spielklasse Österreichs, ehe er aus finanziellen Gründen den Spielbetrieb einstellen musste. Der SCE war lange Zeit das Aushängeschild des burgenländischen Fußballs, insgesamt spielte er 13 Jahre in der Österreichischen Bundesliga.
2018 nahm der SC Eisenstadt unter neuer Führung wieder den Spielbetrieb auf. Man startete in der untersten burgenländischen Liga, der 2. Klasse Nord.

## Geschichte
Gegründet wurde der Verein 1907 als Kismarton FC. Eisenstadt gehörte damals als Kismarton zur Ungarischen Reichshälfte der Österreichisch-Ungarischen Monarchie. Seine erfolgreichsten Zeiten erlebte der SC Eisenstadt in den 1970er und 80er Jahren. Insgesamt war der Fußballverein 13 Mal in der Bundesliga vertreten, nämlich in den Saisonen 1968 bis 1970, 1972 bis 1975, 1980/81 und 1982 bis 1987. Größere nationale Erfolge blieben jedoch aus. Die beste Platzierung erreichten die Eisenstädter mit dem 8. Rang 1985. In den Jahren 1967, 1971 und 1980 wurde man bei den Wiederaufstiegen insgesamt drei Mal Meister der zweithöchsten Spielklasse. Der größte Erfolg in der Vereinsgeschichte war der Gewinn des internationalen Mitropacups 1984. Man konnte sich gegen FK Pristina, FK Teplice und Vasas Budapest erfolgreich durchsetzen.
Sportlich und finanziell bergab ging es 1988, als der Verein Konkurs anmelden musste und der Liquidation nur durch einen Zwangsausgleich entgehen konnte. In der Saison 2006/07 schien Eisenstadt abermals knapp vor dem Aus, als der Verein wegen Schulden über 6.000 Euro beim Burgenländischen Fußballverband von diesem für den weiteren Spielbetrieb gesperrt werden sollte. Durch den Einstieg des Unternehmers Richard Trenkwalder Anfang 2007 als neuen Sponsor, der sämtliche Schulden des Vereins beglich, konnte der weitere Spielbetrieb jedoch garantiert werden.
Ab der Saison 2007/08 bildet der SC Eisenstadt gemeinsam mit dem SC Ritzing eine Spielgemeinschaft.
Der SC Eisenstadt überwinterte in der Saison 2007/08 als Tabellenletzter mit 5 Punkten und einem Torverhältnis von −28. Im Frühjahr 2008 wurde ein Insolvenzverfahren gegen den Verein eingeleitet, in dessen Folge der Spielbetrieb 6 Runden vor Saisonende am 2. Mai 2008 eingestellt wurde.

## Stadion
Die Heimspiele des SC Eisenstadt wurden bis zur Saison 2006/07 im 14.700 Zuschauer fassenden Lindenstadion ausgetragen. Ab Sommer 2007 wurden alle Heimspiele im Sonnensee-Stadion in Ritzing ausgetragen, das zu diesem Zeitpunkt etwa 4.500 Besucher fassen konnte.
Das Lindenstadion wurde kommissioniert und für baufällig befunden; die Fußballtore wurden kurz darauf abmontiert. Der SC Eisenstadt spielte seit Beginn der Frühjahrssaison 2007/08 im Stadion in Antau. Das Stadion soll rückgebaut und wieder als Parkanlage in den Schlosspark rückgeführt werden.
Mit der Neugründung stellte sich auch die Frage, wo man zukünftig spielen sollte. Da das Lindenstadion weiterhin baufällig war, entschloss man sich für ein Ausweichen ins rund 8 Kilometer entfernte Schützen am Gebirge. In den ersten beiden Jahren wurden die Heimspiele auf diesem Sportplatz ausgetragen.
Seit August 2020 spielt der Verein wieder in der Landeshauptstadt. Die Heimspiele werden in der neu errichteten Leichtathletik-Arena ausgetragen. Das Eröffnungsspiel fand am 8. August gegen den Lokalrivalen SC Neusiedl am See im Rahmen des Landespokals statt. Die Gäste gingen dabei als 3:1-Sieger vom Platz. 

## Bekannte Spieler
| - Zoran Barisic - Matthias Bleyer - Johnny Bjerregaard - Klaus Dietrich - Friedrich Drazan (†) - Geza Gallos (†) - Josef Granabetter - Volkan Kahraman - Christian Keglevits - Wilhelm Kreuz - Alias Lembakoali - David Manga | - Leo Martinschitz - Wolfgang Kienast - Gilles Mbang Ondo - Uwe Müller - Heinz Peischl - Marco Pérez - Rubén Plaza (†) - Hannes Pleva - Christian Schandl - Horst Steiger (†) - Amir Spahić |  |

## Erfolge
- 1 × Mitropacupsieger: 1984
- 1 × Meister 2. Division (2. Spielklasse): 1980
- 2 × Meister Regionalliga Ost (2. Spielklasse): 1967, 1971

## Europapokalbilanz
| Saison  | Wettbewerb   | Runde        | Gegner             | Gesamt | Hin     | Rück    |
| ------- | ------------ | ------------ | ------------------ | ------ | ------- | ------- |
| 1983/84 | Mitropapokal | Gruppenphase | FK Pristina        | 7:5    | 4:2 (H) | 3:3 (A) |
| 1983/84 | Mitropapokal | Gruppenphase | Sklo Union Teplice | 2:5    | 1:4 (A) | 1:1 (H) |
| 1983/84 | Mitropapokal | Gruppenphase | Vasas SC           | 4:2    | 2:1 (H) | 2:1 (A) |

Gesamtbilanz: 6 Spiele, 3 Siege, 2 Unentschieden, 1 Niederlage, 13:12 Tore (Tordifferenz +1)

## Neugründung
Im Juni 2016 gründeten einige Interessierte rund um Obmann Hans Kusolits und den ehemaligen österreichischen Fußballnationalspieler Paul Scharner mit dem SC Eisenstadt 1907 einen neuen Verein der an die Geschichte des historischen SC Eisenstadt anschließen soll. Dieser Versuch scheiterte jedoch. Scharner verließ den Club und Kusolits trat zurück. Der Verein wurde anschließend von einem neuen Vorstandsteam übernommen, welches seit Herbst 2017 unter dem ursprünglichen Vereinsnamen „SC Eisenstadt“ den kompletten Neuaufbau unter der Führung von Obmann Christopher Görz plante. Der Einstieg in die burgenländische Meisterschaft fand in der Saison 2018/19 statt. Im März 2019 wurde im Rahmen einer Generalversammlung mit Michael Billes ein neuer Obmann gewählt, nachdem Christopher Görz aus privaten Gründen nicht mehr zur Verfügung stehen konnte. Er wurde ob seiner Verdienste um die Wiederbelebung des SC Eisenstadt zum Ehrenpräsidenten gewählt.
Man startete in der untersten burgenländischen Spielklasse, der 2. Klasse Nord. Gespielt wurde in den ersten zwei Jahren am Sportplatz in Schützen am Gebirge, da in Eisenstadt noch keine entsprechende Anlage zur Verfügung stand. Am 30. Juli 2020 gaben Vertreter des Vereins sowie der Politik bei einer Pressekonferenz die Rückkehr des Vereins in die Landeshauptstadt bekannt. Der SC Eisenstadt trägt seine Spiele seit August 2020 auf der neu errichteten Leichtathletik-Arena aus.